# Afrikanetz inkubu
Afrikanetz inkubu is een vlinder uit de familie van de Houtboorders (Cossidae). De wetenschappelijke naam van deze soort is voor het eerst voorgesteld door Roman Viktorovitsj Jakovlev in een publicatie uit 2009.
De soort komt voor in Congo-Brazzaville.